# Sarophorus punctatus
Sarophorus punctatus là một loài bọ cánh cứng trong họ Bọ hung (Scarabaeidae).